# 잭 패리스
재커리 저스틴 "잭" 패리스(영어: Zachary Justin "Zach" Parise, 1984년 7월 28일 ~ )는 미국의 아이스하키 선수로 포지션은 레프트윙이다. 현재 내셔널 하키 리그(NHL)의 뉴욕 아일런더스에서 뛰고 있다.